# Jurij Lodygin
Jurij Vladimirovič Lodygin (in russo Юрий Владимирович Лодыгин?; in greco Γιούρι Λοντίγκιν?; traslitterazione anglosassone: Yuriy Lodygin; Vladimir, 26 maggio 1990) è un calciatore russo con cittadinanza greca, portiere del Levadeiakos.

## Carriera

### Club

#### Gli inizi
Ha cominciato la carriera in Grecia, giocando con lo Skoda Xanthi venendo poi ceduto in prestito al Eordaikos. Nella stagione 2012-2013 torna allo Skoda Xanthi dove diventa il primo portiere della squadra.

#### Zenit

##### 2013-2014
Nel 2013 si trasferisce in Russia, allo Zenit San Pietroburgo di Luciano Spalletti con cui firma un contratto di 5 anni. L'esordio con la nuova maglia avviene in occasione della finale della Supercoppa Russa persa 3-0 contro il CSKA Mosca. Il 17 luglio arriva la prima presenza in campionato con la maglia dello Zenit nella gara vinta 2-1 sul campo del Kuban Krasnodar. Il 30 luglio 2013 esordisce in Champions League nella prima partita valida per gli spareggi in Danimarca contro i danesi del Nordsjælland. La partita si concluderà con il punteggio di 1-0 a favore dei russi. Conclude la prima stagione con 30 presenze in campionato, dove la sua squadra si piazzerà seconda, e 11 presenze in Champions League dove lui e la sua squadra verranno eliminati agli ottavi di finale per merito del Borussia Dortmund.

##### 2014-2015
Nonostante il cambio di panchina, da Spalletti a Villas-Boas, non perde il posto da titolare nella nuova stagione. La prima presenza la trova alla prima giornata di campionato giocata sul campo dell'Arsenal Tula e vinta con il punteggio di 4-0. Grazie alle sue prestazioni sempre più convincenti diventa uno dei perni della squadra scavalcando definitivamente il suo compagno e capitano dello Zenit Vjačeslav Malafeev. Il 19 febbraio 2015 esordisce per la prima volta in Europa League nella gara valida per l'andata dei sedicesimi di finale del torneo vinta per 1-0 sul campo degli olandesi le PSV. Il 17 maggio dopo aver pareggiato per 1-1 sul campo dell'Ufa vince il suo primo titolo in carriera e con la maglia dello Zenit, vincendo il campionato russo con due turni d'anticipo.

##### 2015-2016
La nuova stagione si apre con la vittoria della Supercoppa russa contro il Lokomotiv Mosca ai rigori dopo che sia i tempi regolamentari che quelli supplementari si erano conclusi sul punteggio di 1-1. Si rende subito protagonista visto che para il quarto rigore avversario e con la rete del compagno Criscito regalano la vittoria della coppa alla propria squadra. Il 28 ottobre 2015 esordisce per la prima volta nella coppa nazionale russa giocando la gara contro il Tosno vinta con il risultato di 1-0.

#### Olympiacos
A gennaio 2019 si trasferisce in Grecia in prestito. La sua esperienza, però, finirà dopo appena 2 comparse in pochi mesi.

#### Gaziantep
Il 2 agosto 2019, viene ufficializzato il suo passaggio al Gaziantep, squadra della Süper Lig turca. Anche in Turchia, però, non riesce ad integrarsi al meglio, giocando 2 partite soltanto e subendo 6 reti.

#### Arsenal Tula
Il 18 febbraio 2020, il portiere russo, firmerà per l'Arsenal Tula, tornando così a casa dopo mesi difficili. Anche qui, il giocatore fatica a ripetere gli stati di forma delle sue annate allo Zenit San Pietroburgo, venendo relegato in panchina più volte.
Il 1⁰ agosto 2020, dopo appena 2 presenze nel club, il suo contratto verrà risolto.

#### PAS Giannina
L'estate successiva, il 20 gennaio 2021, lo acquista il PAS Giannina da svincolato. Nel club greco riuscirà a rimettersi in piedi, totalizzando nella stagione 2021-2022 ben 45 presenze.

#### Panathinaikos
Il 1⁰ luglio 2022, dopo la scandeza del contratto annuale con il PAS Giannina, passerà a parametro zero al Panathinaikos.

### Nazionale
Dopo aver giocato 3 partite con la nazionale Under-21 della Grecia, ha esordito con la nazionale maggiore il 19 novembre 2013 nell'amichevole Russia-Corea del Sud (2-1).
Viene convocato per gli Europei 2016 in Francia.

## Statistiche

### Presenze e reti nei club
Statistiche aggiornate al 26 gennaio 2023.
| Stagione             | Squadra              | Campionato           | Campionato | Campionato | Coppe nazionali | Coppe nazionali | Coppe nazionali | Coppe continentali | Coppe continentali | Coppe continentali | Altre coppe | Altre coppe | Altre coppe | Totale | Totale |
| Stagione             | Squadra              | Comp                 | Pres       | Reti       | Comp            | Pres            | Reti            | Comp               | Pres               | Reti               | Comp        | Pres        | Reti        | Pres   | Reti   |
| -------------------- | -------------------- | -------------------- | ---------- | ---------- | --------------- | --------------- | --------------- | ------------------ | ------------------ | ------------------ | ----------- | ----------- | ----------- | ------ | ------ |
| 2010-2011            | Eordaikos            | FL                   | 0          | 0          | CG              | 2               | -1              | -                  | -                  | -                  | -           | -           | -           | 2      | -1     |
| 2011-2012            | Skoda Xanthī         | SL                   | 1          | -2         | CG              | 0               | 0               | -                  | -                  | -                  | -           | -           | -           | 1      | -2     |
| 2012-2013            | Skoda Xanthī         | SL                   | 23         | -16        | CG              | 1               | -2              | -                  | -                  | -                  | -           | -           | -           | 24     | -18    |
| Totale Skoda Xanthī  | Totale Skoda Xanthī  | Totale Skoda Xanthī  | 24         | -18        |                 | 1               | -2              |                    | -                  | -                  |             | -           | -           | 25     | -20    |
| 2013-2014            | Zenit                | PL                   | 30         | -32        | KR              | 0               | 0               | UCL                | 11                 | -16                | SR          | 1           | -3          | 42     | -51    |
| 2014-2015            | Zenit                | PL                   | 28         | -16        | KR              | 0               | 0               | UCL+UEL            | 10+6               | -7 + -5            | -           | -           | -           | 44     | -28    |
| 2015-2016            | Zenit                | PL                   | 27         | -29        | KR              | 3               | 0               | UCL                | 6                  | -7                 | SR          | 1           | -1          | 37     | -37    |
| 2016-2017            | Zenit                | PL                   | 15         | -9         | KR              | 2               | -3              | UEL                | 7                  | -10                | SR          | 1           | 0           | 25     | -22    |
| 2017-2018            | Zenit                | PL                   | 11         | -9         | KR              | 1               | -3              | UEL                | 3                  | -3                 | -           | -           | -           | 15     | -15    |
| 2018-gen. 2019       | Zenit                | PL                   | 0          | 0          | KR              | 0               | 0               | UEL                | 1                  | -4                 | -           | -           | -           | 1      | -4     |
| Totale Zenit         | Totale Zenit         | Totale Zenit         | 111        | -95        |                 | 6               | -6              |                    | 44                 | -52                |             | 3           | -4          | 164    | -157   |
| gen.-giu. 2019       | Olympiacos           | SL                   | 2          | -1         | CG              | 1               | -1              | UEL                | 0                  | 0                  | -           | -           | -           | 3      | -2     |
| 2019-gen. 2020       | Gaziantep            | SL                   | 2          | -6         | TK              | 3               | -4              | -                  | -                  | -                  | -           | -           | -           | 5      | -10    |
| gen.-giu. 2020       | Arsenal Tula         | PL                   | 2          | -5         | KR              | -               | -               | -                  | -                  | -                  | -           | -           | -           | 2      | -5     |
| 2020-2021            | PAS Giannina         | SL                   | 8+5        | -4 + -7    | CG              | 4               | -6              | -                  | -                  | -                  | -           | -           | -           | 17     | -17    |
| 2021-2022            | PAS Giannina         | SL                   | 22+10      | -20 + -18  | CG              | 1               | -1              | -                  | -                  | -                  | -           | -           | -           | 33     | -39    |
| Totale PAS Giannina  | Totale PAS Giannina  | Totale PAS Giannina  | 45         | -49        |                 | 5               | -7              |                    | -                  | -                  |             | -           | -           | 50     | -56    |
| 2022-2023            | Panathīnaïkos        | SL                   | 0+2        | -1         | CG              | 4               | -3              | UECL               | 0                  | 0                  | -           | -           | -           | 6      | -4     |
| 2023-2024            | Panathīnaïkos        | SL                   | 11         | -5         | CG              | 2               | -1              | UCL+UEL            | 0+1                | -2                 | -           | -           | -           | 14     | -8     |
| Totale Panathīnaïkos | Totale Panathīnaïkos | Totale Panathīnaïkos | 13         | -6         |                 | 6               | -4              |                    | 1                  | -2                 |             | -           | -           | 20     | -12    |
| Totale carriera      | Totale carriera      | Totale carriera      | 199        | -180       |                 | 24              | -25             |                    | 45                 | -54                |             | 3           | -4          | 271    | -263   |

### Cronologia presenze e reti in nazionale
| Cronologia completa delle presenze e delle reti in nazionale ― Russia | Cronologia completa delle presenze e delle reti in nazionale ― Russia | Cronologia completa delle presenze e delle reti in nazionale ― Russia | Cronologia completa delle presenze e delle reti in nazionale ― Russia | Cronologia completa delle presenze e delle reti in nazionale ― Russia | Cronologia completa delle presenze e delle reti in nazionale ― Russia | Cronologia completa delle presenze e delle reti in nazionale ― Russia | Cronologia completa delle presenze e delle reti in nazionale ― Russia |
| Data                                                                  | Città                                                                 | In casa                                                               | Risultato                                                             | Ospiti                                                                | Competizione                                                          | Reti                                                                  | Note                                                                  |
| --------------------------------------------------------------------- | --------------------------------------------------------------------- | --------------------------------------------------------------------- | --------------------------------------------------------------------- | --------------------------------------------------------------------- | --------------------------------------------------------------------- | --------------------------------------------------------------------- | --------------------------------------------------------------------- |
| 19-11-2013                                                            | Dubai                                                                 | Russia                                                                | 2 – 1                                                                 | Corea del Sud                                                         | Amichevole                                                            | -1                                                                    |                                                                       |
| 26-5-2014                                                             | San Pietroburgo                                                       | Russia                                                                | 1 – 0                                                                 | Slovacchia                                                            | Amichevole                                                            | -                                                                     | 74’                                                                   |
| 6-6-2014                                                              | Mosca                                                                 | Russia                                                                | 2 – 0                                                                 | Marocco                                                               | Amichevole                                                            | -                                                                     | 46’                                                                   |
| 3-9-2014                                                              | Chimki                                                                | Russia                                                                | 4 – 0                                                                 | Azerbaigian                                                           | Amichevole                                                            | -                                                                     | 46’                                                                   |
| 8-9-2014                                                              | Chimki                                                                | Russia                                                                | 4 – 0                                                                 | Liechtenstein                                                         | Amichevole                                                            | -                                                                     | 72’                                                                   |
| 18-11-2014                                                            | Budapest                                                              | Ungheria                                                              | 1 – 2                                                                 | Russia                                                                | Amichevole                                                            | -1                                                                    |                                                                       |
| 27-3-2015                                                             | Podgorica                                                             | Montenegro                                                            | 0 – 3 tav                                                             | Russia                                                                | Qual. Euro 2016                                                       | -                                                                     | 2’                                                                    |
| 31-3-2015                                                             | Chimki                                                                | Russia                                                                | 0 – 0                                                                 | Kazakistan                                                            | Amichevole                                                            | -                                                                     |                                                                       |
| 17-11-2015                                                            | Rostov sul Don                                                        | Russia                                                                | 1 – 3                                                                 | Croazia                                                               | Amichevole                                                            | -                                                                     | 46’                                                                   |
| 29-3-2016                                                             | Saint-Denis                                                           | Francia                                                               | 4 – 2                                                                 | Russia                                                                | Amichevole                                                            | -2                                                                    | 46’                                                                   |
| 1-6-2016                                                              | Innsbruck                                                             | Rep. Ceca                                                             | 2 – 1                                                                 | Russia                                                                | Amichevole                                                            | -                                                                     | 46’                                                                   |
| Totale                                                                |                                                                       | Presenze                                                              | 11                                                                    |                                                                       | Reti                                                                  | -4                                                                    |                                                                       |

## Palmarès

### Club

#### Competizioni nazionali
- Campionato russo: 1

Zenit San Pietroburgo: 2014-2015
- Supercoppa di Russia: 2

Zenit San Pietroburgo: 2015, 2016
- Coppa di Russia: 1

Zenit San Pietroburgo: 2015-2016
- Coppa di Grecia: 1

Panathīnaïkos: 2023-2024

### Individuale
- Miglior Portiere dell'anno del campionato greco: 1

2021-2022